# Барабуля

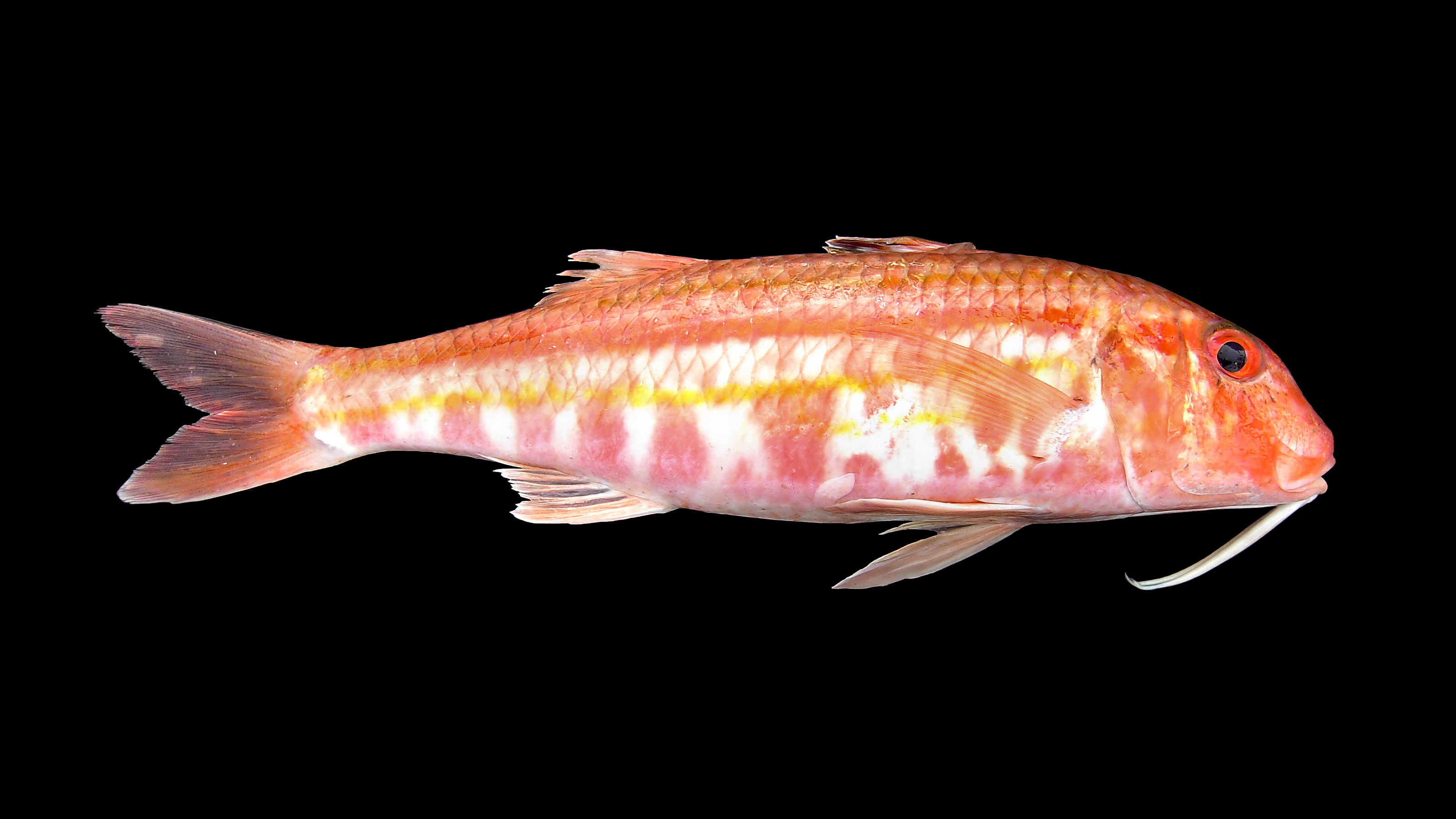
Mullus surmuletus

Барабуля, або султанка (Mullus) — рід промислових субтропічних риб родини барабулевих (Mullidae). Зустрічаються переважно у південно-західній Атлантиці, біля берегів Південної Америки, також у східній Атлантиці, Середземне море і Чорне море включно. Донні дрібнорозмірні риби, що живуть на піщаних і мулистих ґрунтах.

## Види
Рід містить 4 види.
| Вид                                | Українська назва   | Ареал і середовище                | IUCN статут |
| ---------------------------------- | ------------------ | --------------------------------- | ----------- |
| M. argentinae Hubbs & Marini, 1933 | Барабуля срібляста | Морська; субтропічна; демерсальна | NE*         |
| M. auratus Jordan & Gilbert, 1882  | Барабуля золотиста | Морська; субтропічна; демерсальна | NE          |
| M. barbatusT Linnaeus, 1758        | Барабуля звичайна  | Морська; субтропічна; демерсальна | NE          |
| M. surmuletus Linnaeus, 1758       | Барабуля смугаста  | Морська; субтропічна; демерсальна | NE          |

*) NE — не визначений. 

T) Типовий вид.